# Неологизам
Новотвореница је нова реч која још увек није у потпуности постала део активног говора.
Уопште говорећи се не појављују у речницима, али могу бити широко коришћени унутар неких заједница. Протологизми су новотворенице које се, притом, још нису шире „примиле” у употреби. (И сама реч протологизам је новотвореница и према томе треба избегавати њену употребу.)